# Beylerbeyi-Palast

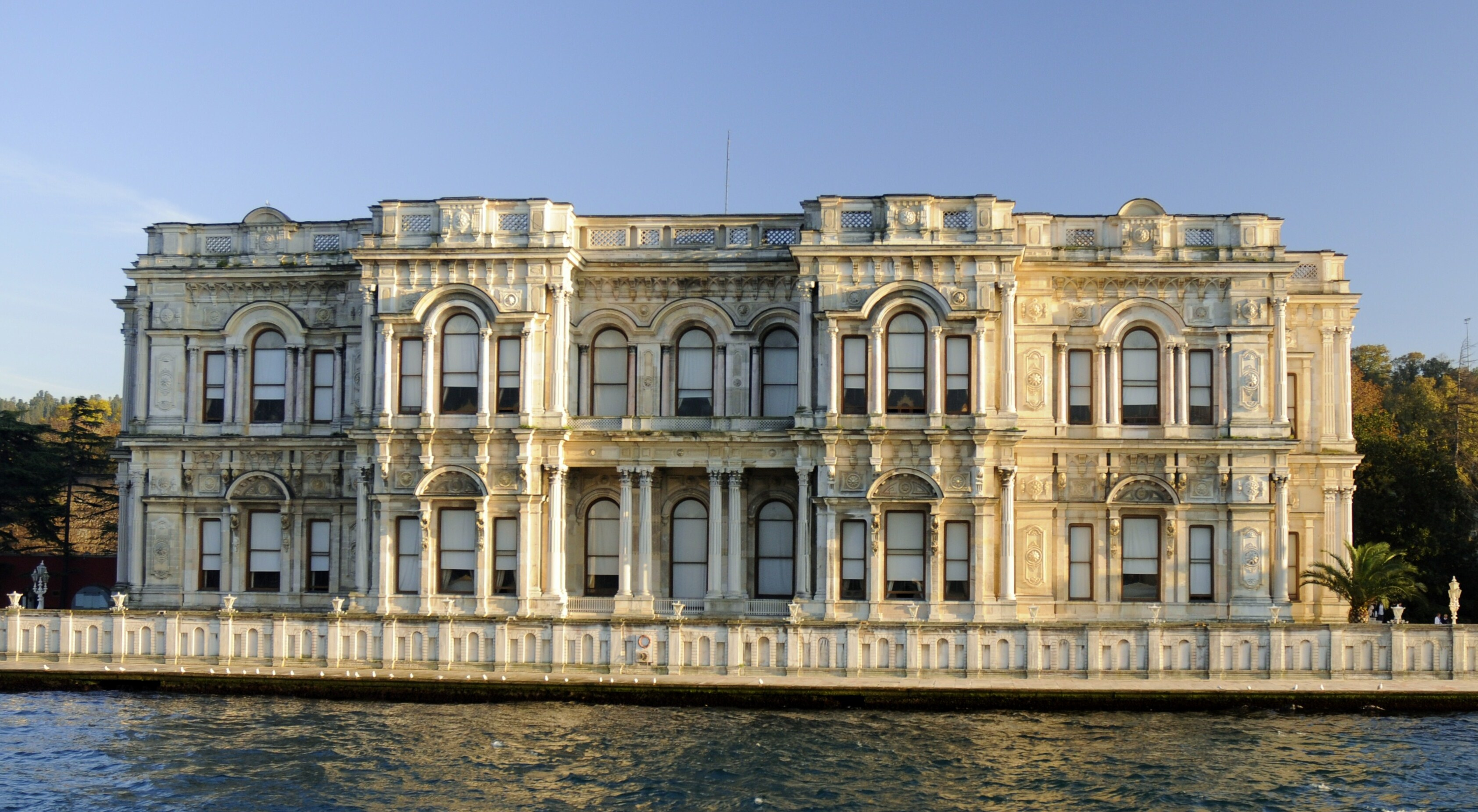
Beylerbeyi-Palast

Der Beylerbeyi-Palast (türkisch Beylerbeyi Sarayı) ist einer der bedeutendsten Paläste in Istanbul. Er befindet sich auf der asiatischen Seite der Stadt, etwas nördlich unter der Brücke der Märtyrer des 15. Juli über den Bosporus. Sultan Abdülaziz ließ den Palast zwischen 1861 und 1865 durch den armenischen Architekten Sarkis Balyan erbauen.
Sultan Abdülaziz hat den Ort geliebt, weil er ein großer Liebhaber des wilden Meeres war. Tatsächlich trifft der Nordwestwind Poyraz, der weiter südlich in der Ägäis Meltemi heißt, mit aller Wucht hier ein. Vor dem Bau hatte sich hier ein Holzpalast befunden, den Sultan Mahmut I. im 18. Jahrhundert hatte bauen lassen.
Die Terrassengärten des Palastes hießen früher Istavroz Bahçeleri, weil hier der Kaiser Konstantin der Große ein großes Kreuz hatte errichten lassen, um seinen Übertritt zum Christentum zu deklamieren. Istavroz ist vom griechischen Wort Stavrós (σταυρός), „Kreuz“, abgeleitet. Unweit des Palastes waren noch vor wenigen Jahrzehnten die Ruinen einer byzantinischen Kirche zu sehen.
Der Palast diente als Sommerresidenz für den Sultan und seine Familie. Berühmte Gäste waren u. a. die französische Kaiserin Eugénie, Gattin von Napoleon III., Kaiserin Elisabeth von Österreich, der König von Montenegro und Schah Mohammad Reza Pahlavi. Sultan Abdülhamid II. verbrachte seine letzten sechs Lebensjahre hier und starb in diesem Palast. Kaiserin Eugénie war vom Charme des Palastes derart überwältigt, dass sie nach ihrer Rückkehr nach Paris eine Kopie des Fensters ihres Raums in dem Palast für ihr Schlafzimmer in den Tuilerien anfertigen ließ.
Der Beylerbeyi-Palast war Schauplatz der ersten Weltfrauenkonferenz im Jahre 1935, veranstaltet von Kemal Atatürk.
Koordinaten: 41° 2′ 34″ N, 29° 2′ 24″ O